# تود روبنسون (مخرج)
تود روبنسون (بالإنجليزية: Todd Robinson)‏ هو كاتب سيناريو ومخرج أمريكي، ولد في القرن العشرين في بنسيلفانيا في الولايات المتحدة.

## وصلات خارجية
- تود روبنسون على موقع IMDb (الإنجليزية)
- تود روبنسون على موقع ألو سيني (الفرنسية)
- تود روبنسون على موقع أول موفي (الإنجليزية)
- تود روبنسون على موقع قاعدة بيانات الأفلام السويدية (السويدية)
- تود روبنسون على موقع قاعدة بيانات الفيلم (الإنجليزية)
- تود روبنسون على موقع كينوبويسك (الروسية)